# Robert de Villequier
Ne doit pas être confondu avec Villequier.
Robert de Villequier, mort en 1481, est un prélat du Moyen Âge, soixante-troisième évêque connu de Nîmes de 1460 à 1481,,.